# Syzeuctus galbinus
Syzeuctus galbinus är en stekelart som beskrevs av Dali Chandra 1976. Syzeuctus galbinus ingår i släktet Syzeuctus och familjen brokparasitsteklar. Inga underarter finns listade i Catalogue of Life.